# Chanson de Matin
Chanson de Matin, Op.15 no 2, est une œuvre musicale pour piano et violon composée par Edward Elgar, et orchestrée plus tard par le compositeur. La première publication a lieu en 1899 bien qu'il semble que la pièce ait été composée en 1889 ou 1890.
La version pour orchestre est publiée deux ans plus tard et est jouée pour la première fois avec Chanson de Nuit au Queen's Hall avec à la direction Henry Wood le 14 septembre 1901.
Elgar réutilise certaines courtes parties de Chanson du matin dans son quatuor à cordes en mi mineur en 1918.

## Instrumentation
Elgar écrit Chanson de Matin (et Chanson de Nuit) pour un petit orchestre composé d'une flûte, un hautbois, deux clarinettes, un basson, deux cors, cordes et une harpe.

## Arrangements
La pièce a été arrangée par Elgar pour violoncelle et piano, pour violon alto et piano et par son ami A. Herbert Brewer pour orgue.
Des arrangements ont été faits pour d'autres instruments, hautbois et piano ou brass quintet (Roger Harvey).
Une adaptation pour voix et piano est publiée en 1960, Haste ye feathered songsters, sur des paroles de Laurence Swinyard.